# Tropidieae
Tropidieae vormt een kleine tribus (geslachtengroep) van Epidendroideae, een onderfamilie van de orchideeënfamilie (Orchidaceae)
Tropidieae wordt bij de primitieve Epidendroideae gerekend.
De opname van Tropidieae in deze onderfamilie is vooral gebaseerd op basis van resultaten van DNA-analyses. Zij verschillen morfologisch van de andere Epidendroideae-tribus doordat ze één ongebogen meeldraad bezitten met een eindstandig viscidium. De zaden van deze groep planten lijken dan weer op die van de onderfamilie Orchidoideae.
De tribus bevat twee geslachten met in totaal een veertigtal soorten.

## Taxonomie
- Subtribus: Tropidiinae
  - Geslachten: 
    - Corymborkis Thouars
    - Tropidia Lindl.